# إجهاد ما قبل الولادة
إجهاد ما قبل الولادة (أو اجهاد الأم قبل الولادة) هو تعرض الأم الحامل للتوتر ، والتي يمكن أن تسببها أحداث الحياة المجهدة أو الظروف البيئية الصعبة. إن التغيرات التي قد تطرأ على الجهاز الهرموني والجهاز المناعي للأم قد تضر الجنين .وبعد الولادة قد تؤثر على المناعة وتطور الذكاء لدى الرضيع.
يظهر إجهاد ماقبل الولادة أن له العديد من التأثيرات في نمو دماغ الجنين. وقد أظهرالإجهاد ما قبل الولادة في مجموعة من الفئران خفض معدل الانتشار وموت الخلية في الغدة النخامية.
الحيوانات المجهدة قبل الولادة قد تطول استجابة الكورتيكوستيرون و إزالة الغدد الكظرية للأم تقضي على تأثير استجابة الكورتيكوستيرون. يتسبب الإجهاد ما قبل الولادة إلى أرتفاع معدل السكر بالدم ، والذي بدوره يؤثر على ردود الفعل السلبية على محور الغدة النخامية.
دراسة من قبل García-Cáceres et al. أظهرت أن الإجهاد ما قبل الولادة يقلل من دوران الخلايا والانتشار في منطقة الغدة النخامية من الفئران الكبار ، مما يقلل من اللدونة الهيكلية ويقلل من الاستجابة للضغط في مرحلة البلوغ. وأظهرت هذه الدراسة أيضا أن إجهاد ماقبل الولادة للفئران قد إزداد في مرحلة البلوغ، وأظهرت الإناث زيادة في إطلاق هورمون الكورتيكوتروبين. أظهرت الذكور عدم وجود مستويات لهرمون الكورتيكوستيرون. ويخلص المؤلف إلى أن هذا يجعل الإناث المجهدة قبل الولادة أقل تفاعلاً مع ضغوط الحياة اللاحقة عن الذكور.